# Volvatella
Genre
Volvatella est un genre de limaces de mer sacoglosses de la famille des Volvatellidae.

## Liste des espèces
Selon World Register of Marine Species (18 décembre 2023) :
- Volvatella angeliniana Ichikawa, 1993
- Volvatella australis K. R. Jensen, 1997
- Volvatella ayakii Hamatani, 1972
- Volvatella bermudae K. B. Clark, 1982
- Volvatella candida Pease, 1868
- Volvatella cincta G. Nevill & H. Nevill, 1869
- Volvatella cumingii (A. Adams, 1850)
- Volvatella elioti T. J. Evans, 1950
- Volvatella evansi (Kay, 1961)
- † Volvatella faviae Á. Valdés & Lozouet, 2000
- Volvatella ficula Burn, 1966
- Volvatella fragilis Pease, 1860
- Volvatella kawamurai Habe, 1946
- Volvatella laguncula G. B. Sowerby III, 1894
- Volvatella maculata K. R. Jensen, 2015
- Volvatella omega (Melvill, 1918)
- Volvatella pyriformis Pease, 1868
- Volvatella ventricosa K. R. Jensen & F. E. Wells, 1990
- Volvatella vigourouxi (Montrouzier, 1861)
- Volvatella viridis Hamatani, 1976

## Systématique
Le nom valide complet (avec auteur) de ce taxon est Volvatella Pease (d), 1860,.
Volvatella a pour synonymes :
- Arthessa T. J. Evans, 1950
- Arthressa [sic]

## Publication originale
- (en) W. Harper Pease, « Descriptions of New Species of Mollusca from the Sandwich Islands », Proceedings of the Zoological Society of London, Londres, vol. 28,‎ 11 janvier 1860, p. 18-36 (ISSN 0370-2774, lire en ligne, consulté le 18 décembre 2023).